# Cecidomyia mazaiana
Cecidomyia mazaiana är en tvåvingeart som först beskrevs av Cook 1906.  Cecidomyia mazaiana ingår i släktet Cecidomyia och familjen gallmyggor.
Artens utbredningsområde är Kuba. Inga underarter finns listade i Catalogue of Life.